# Raionul Valmiera
Valmiera este un raion în Letonia.